# Eva Prout
Eva Prout (Zanesville, 9 ottobre 1894 – Coral Gables, 12 novembre 1980) è stata un'attrice statunitense del cinema muto.

## Biografia
Evebelle Ross Prout nasce nel 1894 a Zanesville, Ohio. Si stabilisce con la famiglia a Columbus, OH, dove comincia giovanissima ad esibirsi in teatro debuttando nel 1904 a soli 8 anni in A Poor Relation di Sol Smith Russell. Il famoso giornalista e fumettista americano James Thurber la ricorda in quegli anni come sua compagna alla scuola elementare a Columbus, rivelando di averla in seguito tenacemente corteggiata nell'estate del 1920.
Prout esordì sullo schermo nel 1911, a 17 anni, messa sotto contratto dalla Essanay, una casa produttrice di Chicago. Ebbe nel cinema una breve anche se intensa carriera che conta trentatré cortometraggi girati tra il 1911 e il 1915, gli ultimi due per la Kalem Company. Secondo le convenzioni teatrali e cinematografiche dell'epoca alterna sullo schermo parti di giovane ragazza (quale ella era) a parti di bambina, che le sono consentite dal suo fisico minuto. Nel 1911 la sua interpretazione di Cappuccetto Rosso compete con quella offerta nello stesso anno da Mary Pickford, di lei ancora più grande di due anni. Si ritirò dal cinema poco più che ventenne, per lavorare come cantante, attrice e ballerina nel vaudeville. 
Nel 1924 si sposa con Earnest Bailey Geiger, pianista accompagnatore e suo partner danzante nel vaudeville. Nel 1939 la coppia si ritira dalla scene e si trasferisce a Coral Gables, Florida, per divorziare quindi nel 1946.
Eva Prout muore nel 1980 a Coral Gables, Florida.

## Riconoscimenti
- Young Hollywood Hall of Fame (1908-1919)

## Filmografia

### Cortometraggi
- The Little Drudge (1911)
- Oh, You Teacher! (1911)
- An Orphan's Plight (1911)
- The Snare of the City (1911)
- A Fight for Justice (1911)
- Little Red Riding Hood (1911)
- The Goodfellow's Christmas Eve (1911)
- The Three Bears (1911)
- The Old Florist (1912)
- The Rivals (1912)
- Margaret's Awakening (1912)
- Billy Changes His Mind (1912)
- A Guardian's Luck (1912)
- The New Church Organ, regia di Archer MacMackin (1912)
- The Magic Wand, regia di Theodore Wharton (1912)
- A Corner in Whiskers (1912)
- The Mixed Sample Trunks (1912)
- Well Matched (1912)
- The Redemption of Slivers (1912)
- Not on the Circus Program (1912)
- The Grassville Girls (1912)
- The Thrifty Parson (1912)
- Miss Simkins' Summer Boarder (1912)
- The Letter (1912)
- The Supreme Test (1912)
- The Error of Omission (1912)
- His Birthday Jacket (1912)
- The Cat's Paw (1912)
- When Soul Meets Soul, regia di Norman MacDonald (1913)
- The Farmer's Daughter (1913)
- Billy McGrath on Broadway (1913)
- The Man Servant, regia di Hamilton Smith (1915)
- The Key to Possession, regia di Hamilton Smith (1915)